# Puértolas (Huesca)
Puértolas es un municipio de la comarca aragonesa del Sobrarbe, en la provincia de Huesca, España. Tiene un área de 99,72 km² con una población de 239 habitantes (INE 2009) y una densidad de 2,40 hab/km².

## Geografía
Dentro del municipio se hallan comprendidas las siguientes poblaciones:
Belsierre, Bestué, Escalona, Escuaín, Huertas de Muro, Muro de Bellós, Puértolas, Puyarruego, Santa Justa, Santa María y Bies.
Parte de su término municipal está ocupado por el parque nacional de Ordesa y Monte Perdido.

## Demografía
Puértolas cuenta con una población de 224 habitantes (INE 2024).
| Gráfica de evolución demográfica de Puértolas entre 1842 y 2021 |
| |
| Población de derecho según los censos de población del INE Población de hecho según los censos de población del INEEntre el censo de 1857 y el anterior, crece el término del municipio porque incorpora a 225058 (Bestué), 225097 (Escuain) y 225234 (Santa Justa) |

## Administración y política
| Período   | Alcalde                        | Partido |  |
| --------- | ------------------------------ | ------- |  |
| 1979-1983 | Manolo Revestino Alzola        | Ind.    |  |
| 1983-1987 |                                |         |  |
| 1987-1991 |                                |         |  |
| 1991-1995 |                                |         |  |
| 1995-1999 |                                |         |  |
| 1999-2003 |                                |         |  |
| 2003-2007 |                                |         |  |
| 2007-2011 |                                |         |  |
| 2011-2015 | Ramiro Antonio Revestido Vispe | PP      |  |
| 2015-2019 | José Manuel Bielsa Manzano     | PSOE    |  |

| Partido político    | Partido político                                   | 2003   | 2007   | 2011   | 2015   |
| Partido político    | Partido político                                   | Ediles | Ediles | Ediles | Ediles |
|                     | Partido de los Socialistas de Aragón (PSOE-Aragón) | 1      | 1      | 0      | 4      |
|                     | Partido Popular de Aragón (PP)                     | 4      | 4      | 3      | 1      |
|                     | Chunta Aragonesista (CHA)                          | 0      | 0      | —      | 0      |
|                     | Partido Aragonés (PAR)                             | —      | 0      | 2      | —      |
| Total de concejales | Total de concejales                                | 5      | 5      | 5      | 5      |